# Padre Pio (film)
Pour l’article homonyme, voir Padre Pio.
Pour plus de détails, voir Fiche technique et Distribution.
Padre Pio est un film italo-allemand réalisé par Abel Ferrara et sorti en 2022. Il met en vedette Shia LaBeouf dans le rôle de Padre Pio,.
Il est présenté en avant-première à la Mostra de Venise 2022.

## Synopsis
Né Francesco Forgione dans le sud de l'Italie à la fin du XIXe siècle, Padre Pio a suscité à la fois dévotion et controverse tout au long de sa vie. Il est devenu célèbre dans le monde catholique pour avoir présenté des stigmates, ou des blessures de crucifixion correspondant à celles du corps de Jésus-Christ, avant de devenir un symbole d'espoir pour le peuple italien pendant la difficile période de l'entre-deux-guerres. Il est mort en 1968 à l'âge de 81 ans, a été béatifié par le pape Jean-Paul II en 1999, puis canonisé en 2002.

## Fiche technique
Sauf indication contraire, les informations mentionnées dans cette section peuvent être confirmées par la base de données cinématographiques IMDb,  présente dans la section « Liens externes ».
- Titre original : Padre Pio
- Réalisation : Abel Ferrara
- Scénario : Maurizio Braucci et Abel Ferrara
- Musique : Joe Delia
- Décors : Tommaso Ortino
- Costumes : Antonella Cannarozzi
- Photographie : Alessandro Abate
- Production : Philipp Kreuzer et Diana Phillips

Producteurs délégués : Maurizio Antonini, David Haring, Alex Lebovici, Keanu Mayo, Christian Mercuri, Pia Patatian, Kyle Stroud et Roman Viaris-de-Lesegno
- Sociétés de production : Interlinea Films, Maze Pictures et Carte Blanche
- Société de distribution : Capstone Global
- Pays de production :  Italie,  Allemagne
- Langues originales : anglais, italien
- Format : couleur
- Genre : drame biographique
- Durée : 104 minutes
- Dates de sortie[3] :
  - Italie : 2 septembre 2022 (Mostra de Venise)

## Distribution
- Shia LaBeouf : Padre Pio
- Marco Leonardi : Gerardo
- Salvatore Ruocco : Vincenzo
- Chiriac Cristina : Giovanna
- Luca Lionello : Silvestro
- Asia Argento : Tall Man
- Brando Pacitto : Renato
- Francesco D'Angelo : Orestes
- Martina Gatti : Anna

## Production
Le tournage a lieu dans les Pouilles, en Italie, en janvier 2022. Pour se préparer à son rôle, LaBeouf a vécu dans un monastère avec des frères capucins franciscains. Pendant la production du film, LaBeouf s'est converti au catholicisme.

## Sortie
Le film est présenté en avant-première en compétition dans la section Giornate Degli Autori de la Mostra de Venise 2022 .